# Bucks Lake
Bucks Lake é uma Região censo-designada localizada no estado americano da Califórnia, no Condado de Plumas.

## Demografia
Segundo o censo americano de 2000, a sua população era de 17 habitantes.

## Geografia
De acordo com o United States Census Bureau tem uma área de 26,7 km², dos quais 26,7 km² cobertos por terra e 0,0 km² cobertos por água. Bucks Lake localiza-se a aproximadamente 1606 m acima do nível do mar.

## Localidades na vizinhança
O diagrama seguinte representa as localidades num raio de 24 km ao redor de Bucks Lake. 